# Argynnis megalegorica
Argynnis megalegorica är en fjärilsart som beskrevs av Hans Fruhstorfer 1907. Argynnis megalegorica ingår i släktet Argynnis och familjen praktfjärilar. Inga underarter finns listade i Catalogue of Life.